# Apiciopsis venata
Apiciopsis venata är en fjärilsart som beskrevs av Paul Dognin 1911. Apiciopsis venata ingår i släktet Apiciopsis och familjen mätare. Inga underarter finns listade i Catalogue of Life.